# فرانكي مانينغ
فرانكي مانينغ (بالإنجليزية: Frankie Manning)‏ (و. 1914 – 2009 م) هو راقص باليه، ومصمم رقص من الولايات المتحدة الأمريكية . ولد في جاكسونفيل، فلوريدا . توفي في مانهاتن .

## روابط خارجية
- فرانكي مانينغ على موقع IMDb (الإنجليزية)
- فرانكي مانينغ على موقع قاعدة بيانات برودواي على الإنترنت (الإنجليزية)
- فرانكي مانينغ على موقع قاعدة بيانات برودواي على الإنترنت (الإنجليزية)